# Veřejný ochránce práv (Česko)
Veřejný ochránce práv (také jen Ochránce) je ombudsman v Česku. Sídlí v Brně a podle zákona č. 349/1999 Sb., o veřejném ochránci práv, působí k ochraně osob před jednáním úřadů a dalších institucí, pokud je v rozporu s právem, neodpovídá principům demokratického právního státu a dobré správy, jakož i před jejich nečinností, a tím přispívá k ochraně základních práv a svobod. Od července 2025 je vedle něj zřízen zvláštní ochránce práv dětí.
Standardně bývá hlavní význam ombudsmana spatřován v tom, že zlepšuje vztah mezi občanem a státní mocí. V tomto vztahu však nepůsobí jako oponent státních institucí, ale měl by být prostředníkem v tomto vztahu tak, aby pomáhal napravovat vzniklé chyby. K úspěšnému fungování je však nezbytné, aby si státní správa byla vědoma své omylnosti a brala v potaz jeho doporučení a připomínky.

## Působnost
Působnost ochránce se vztahuje na:

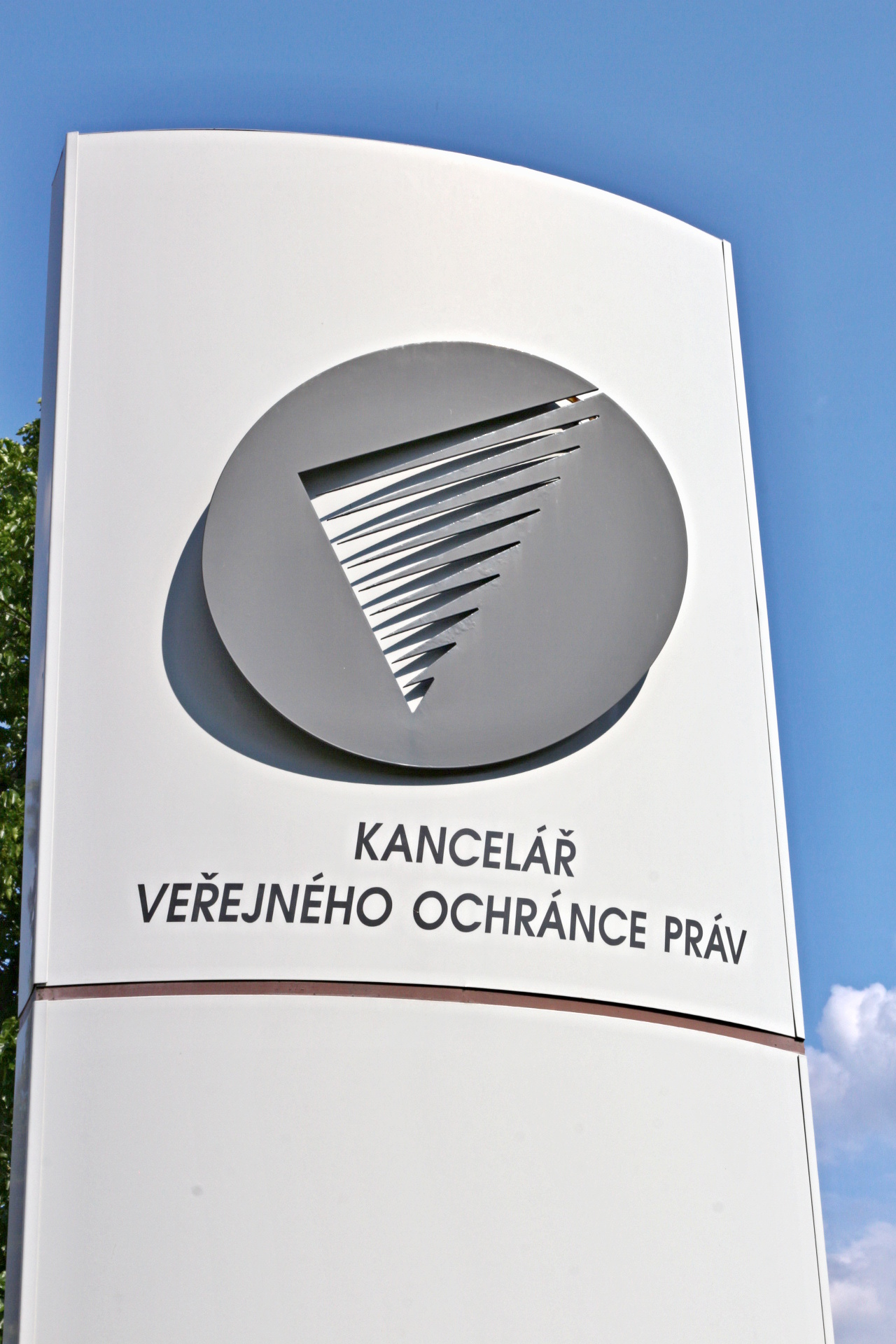
Kancelář veřejného ochránce práv

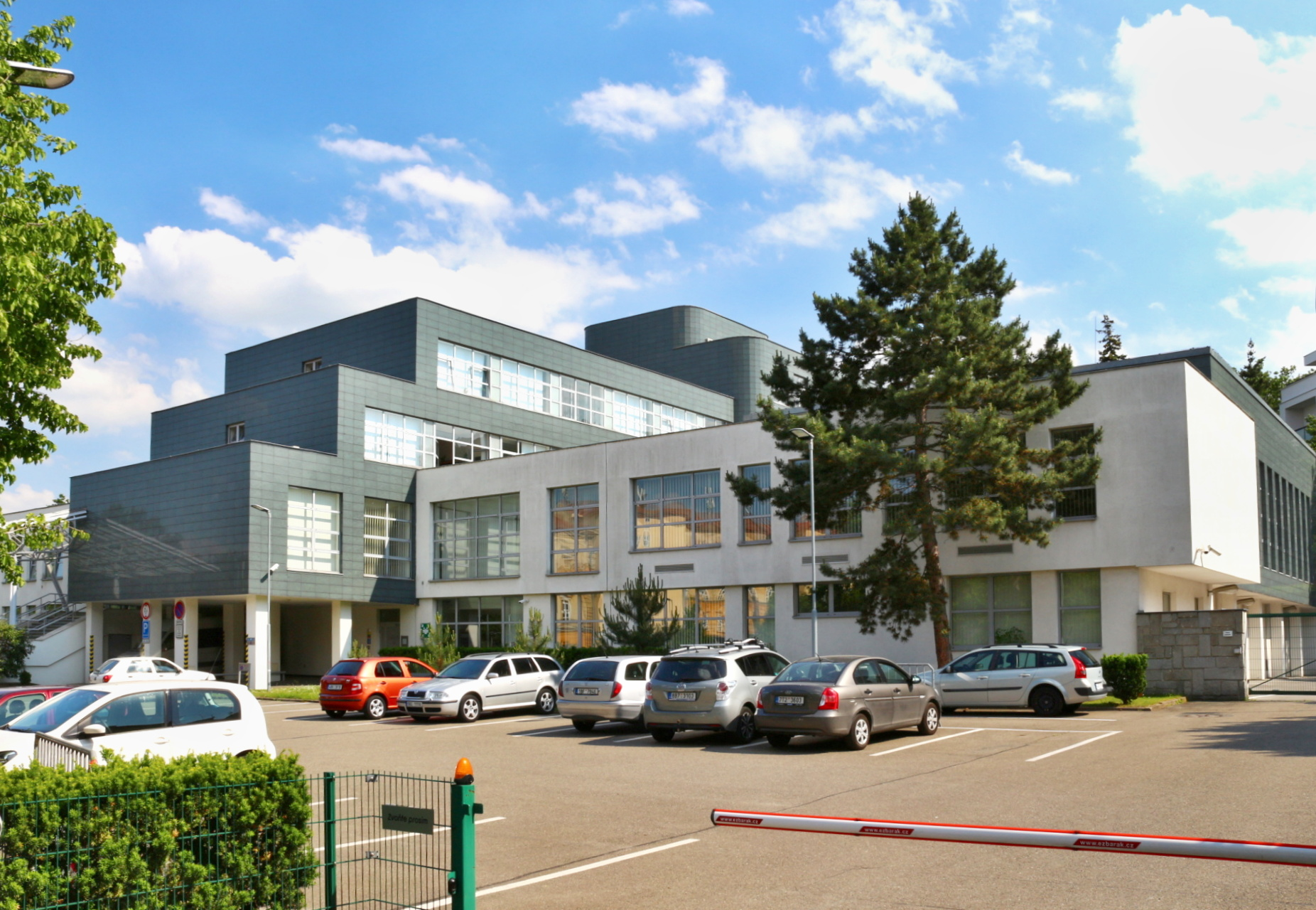
Sídlo VOP v Brně

- Českou národní banku, pokud působí jako správní úřad
- ministerstva
- Radu pro rozhlasové a televizní vysílání
- kraje a obce při výkonu státní správy (nikoliv však v případě, že rozhodují jako samospráva)
- jiné správní úřady s působností na celém území státu a úřady jim podléhající
- Policii České republiky (pokud nejedná jako orgán činný v trestním řízení)
- armádu
- Hradní stráž
- Vězeňskou službu
- zařízení, v nichž se vykonává vazba, trest odnětí svobody, ochranná nebo ústavní výchova, ochranné léčení, zabezpečovací detence
- veřejné zdravotní pojišťovny

Naopak se výslovně nevztahuje na:
- Parlament České republiky
- prezidenta a vládu
- Nejvyšší kontrolní úřad
- zpravodajské služby
- orgány činné v trestním řízení
- státní zastupitelství a soudy, s výjimkou orgánů správy státního zastupitelství a státní správy soudů

## Pravomoci
Ochránce má možnost provádět nezávislá šetření v daných věcech a provádí nápravu chyb veřejné správy pomocí neformálních návrhů či doporučení a zejména pak prostřednictvím veřejného tlaku na dané instituce, kdy má možnost veřejně vyzvat instituce, které pochybily, k nápravě.
Nemá však právo rušit či měnit rozhodnutí úřadů a vstupovat do soudních sporů. Také nemůže být považován za odvolací instanci a nemůže ovlivnit výkon soudní moci. Může ale podat k Ústavnímu soudu návrh na zrušení podzákonného předpisu (nařízení vlády, vyhláška) nebo jeho jednotlivých ustanovení.

## Podnět
Veřejný ochránce práv jedná na základě
- podnětu fyzické nebo právnické osoby adresovaného jemu
- podnětu adresovanému poslanci nebo senátorovi, který mu jej dále postoupil
- podnětu adresovanému některé z komor Parlamentu, která mu jej dále postoupila
- vlastní iniciativy

Podnět lze podat písemně či ústně do protokolu. Obsahem podnětu by měly být zejména osobní údaje stěžovatele, vylíčení podstatných okolností případu, kdy jsou žádoucí doklady o jeho průběhu ve formě kopií dokumentů a dokumentace komunikace s jinými úřady a doklad o neúspěšné žádosti o nápravu. Podněty k ombudsmanovi jsou zproštěny poplatků.

## Obsazení úřadu
Veřejného ochránce práv a jeho zástupce volí na šest let Poslanecká sněmovna z návrhů prezidenta a Senátu. Dle současné právní legislativy je neodvolatelný. Výkonu funkce se ujímá složením tohoto slibu do rukou předsedy Poslanecké sněmovny: „Slibuji na svou čest a svědomí, že svou funkci budu vykonávat nezávisle a nestranně, v souladu s Ústavou a ostatními zákony a že budu chránit neporušitelnost práv.“
Veřejný ochránce práv má svou kancelář a kromě svého zástupce může mít jmenovány asistenty, kteří pak jednají jeho jménem.

### Veřejný ochránce práv
1. Otakar Motejl (18. prosince 2000 – 9. května 2010)
2. Pavel Varvařovský (13. září 2010 – 20. prosince 2013)
3. Anna Šabatová (18. února 2014 – 18. února 2020)
4. Stanislav Křeček (od 19. února 2020)

### Zástupce veřejného ochránce práv
1. Anna Šabatová (2001–2007)
2. Jitka Seitlová (2007–2013)
3. Stanislav Křeček (2013–2019)
4. Monika Šimůnková (2019–2022)
5. Vít Alexander Schorm (od 2022)

### Poradní orgány
Poradní orgán veřejného ochránce práv pro oblast ochrany práv osob se zdravotním postižením je zřízen pro dohled nad dodržováním práv podle Úmluvy OSN o právech osob se zdravotním postižením (CRPD) v České republice. Je zřízen na základě úmluvy CRPD, zejm. čl. 33 úmluvy, respektive podle § 21c, § 25a odst. 1 a 3 zákona č. 349/1999 Sb., o veřejném ochránci práv, ve znění zák. č. 198/2017 Sb. Jeho členy jsou (od 22. května 2018):
- Pavla Baxová
- Jiří Černý
- Alena Jančíková
- Camille Latimier a Marek Richter (oba polovina hlasu)
- Helena Plachá
- Ivana Recmanová
- Pavlína Spilková
- Petr Špaček
- Jan Uherka
- Milena Urbanová
- Agáta Zajíčková

## Nepraví ombudsmani
Slova ombudsman využívají v Česku i některé úřady a velké firmy, aby ukázaly vstřícný přístup k zákazníkům nebo aby předcházely sporům vedeným přes média (reputační riziko). Na rozdíl od ombudsmana voleného parlamentem jsou však tito lidé placeni institucí, která je přijala (zaměstnala), takže jejich nezávislost může být zpochybněna. Takto například funguje:
- Ombudsman Českého rozhlasu
- Ombudsman České asociace pojišťoven[8]
- Ombudsman Ministerstva vnitra[9]
- Ombudsman Právnické fakulty UK[10]
- Ombudsmani některých bank atd.